# Sinanapis
Sinanapis es un género de arañas araneomorfas de la familia Anapidae. Se encuentra en China y Vietnam.

## Especies
Según The World Spider Catalog 12.0:
- Sinanapis crassitarsa Wunderlich & Song, 1995
- Sinanapis thaleri Ono, 2009